# João Baptista Vieira Godinho
João Baptista Vieira Godinho (Mariana, 1742 – Bahia, 13 de fevereiro de 1811) foi um administrador colonial português que exerceu o cargo de governador no antigo território português subordinado à Índia Portuguesa de Timor-Leste entre 1785 e 1788, tendo sido antecedido por João Anselmo de Almeida Soares e sucedido por Feliciano António Nogueira Lisboa.
Após seu serviço em Timor Godinho foi general de brigada na Bahia, a partir de 1810 tenente-general. De 27 de maio de 1809 a 30 de setembro de 1810 foi membro da junta trina que dirigiu a Bahia.